# Hylletofta kyrka
Hylletofta kyrka är en kyrkobyggnad i Hylletofta som tillhör Vrigstad-Hylletofta församling i Växjö stift.

## Kyrkobyggnaden
Kyrkan är från 1100-talet och tillhör de så kallade Njudungskyrkorna. Den bestod från början av ett långhus med kor och absid i öster. Under 1500-talet uppfördes en sakristia förlagd till södra långväggen i anslutning till koret. Kyrkklockorna hade sin plats i en fristående klockstapel. Åren 1781–1783 skedde en omfattande renovering av kyrkan. Långhuset utökades åt väster och det nuvarande tornet byggdes. Tornet med plats för klockorna har en hjälmformad huv med en mindre lanternin krönt av en korsglob. Genom denna förändring fick kyrkans exteriör en gustaviansk prägel. Väster om kyrkans torn står en stiglucka från 1600-talet. Kyrkorummets interiör är av salkyrkotyp med platt trätak. En smal triumfbåge avskiljer koret och en mindre båge absiden. I koret och absiden som är försedda med vackra valv finns målningar från medeltiden och 1600-talet. Dessa togs fram vid en restaurering 1950 efter att tidigare varit överkalkade. I absiden framträder en medaljong med motiv av Nådastolen samt apostlar nedanför. Koret pryds av akantusrankor och stjärnprydda slingor.
Vid 1950–talets restaurering av kyrkan påträffades även en runristad ekstock, troligen från sen vikingatid till tidig medeltid. En ol-14-datering av stocken styrker antagandet att inskriften är medeltida (St-168 585+-60 BP) vilket kalibrerat ger intervallet 1280 till 1430 e.Kr. (Science Vol 126 s. 496, kalibrering OxCal). Stocken är av furu och mäter 133,5 x 22 x 14 centimeter, och på ena kanten har de fem centimeter stora runorna ristats in till obegripliga och mycket fragmentariska ord.... uþar—uþarbhfu... -rk... þarkh---...Texten har inte varit ord, utan en upprepning av den yngre futharken gång på gång. Den yngre futharken lyder:  
f u þ ã r k h n i a s t b m l R

## Inventarier
- En ytterdörr från tidig medeltid förvaras i vapenhuset. Dörren är av trä och klädd med smidda figurer av järn.
- Den medeltida dopfunten i sandsten, daterat till senare delen av 1100-talet är rikt skulpterad och anses tillhöra Njudungsgruppen.
- Triumfkrucifixet på norra väggen är från 1400-talet.
- Den rundformade predikstolen med ljudtak har en nyklassicistisk prägel.
- Kyrkans gamla bänkinredningen som är sluten konserverades 1950, och ersatte de öppna 1900-tals bänkarna.
- Orgelläktaren bröst är prydd med äldre kyrkbänksdörrar.

### Orgel
1957 bygger Olof Hammarberg, Göteborg en mekanisk orgel. Tidigare användes ett harmonium i kyrkan.
| Manual        | Pedal       | Koppel  |
| Gedakt 8'     | Rankett 16' | Man/Ped |
| Principal 4'  | Gedakt 8'   |         |
| Rörflöjt 4'   |             |         |
| Gemshorn 2'   |             |         |
| Kvintadena 2' |             |         |
| Mixtur 2 chor |             |         |

### Webbkällor
- Historiska museet:bildvärld 910803F3    Dopfunten
- Historiska museet:bildvärld 910803S1    Krucifix
- Carina G. Hördegård: Njudungskyrkorna, Sävsjö kommun
- Njudungskyrkorna
- Riksantikvarieämbetet,Hylletofta kyrka
- Wikimedia Commons har media som rör Hylletofta kyrka.